# Jean-William Lapierre
Pour les articles homonymes, voir Jean Lapierre et Lapierre.
Jean-William Lapierre (17 avril 1921-17 juin 2007 à Nice) est un sociologue français, penseur du pouvoir et de la politique.

## Biographie
Né le 17 avril 1921 au Mans, en France, il mène des études de philosophie et de sociologie : élève au lycée Henri-IV en hypokhâgne-khâgne puis Normalien de la rue d'Ulm, il détient un diplôme d'études supérieures de philosophie, et un doctorat ès lettres en sociologie de la Sorbonne. Il sera d'ailleurs nommé docteur par le jury sans avoir pu soutenir publiquement sa thèse. Il enseigne ensuite en Lycée puis en faculté à Aix-en-Provence. Il a par ailleurs participé à la Résistance intérieure française au sein du réseau Défense de la France durant la Seconde Guerre mondiale en parallèle de ses études. 

## Thèmes traités
Il est notamment connu pour son essai Qu'est-ce qu'être citoyen ? qui traite du pouvoir et de la politique. Dans cet ouvrage il s'adresse aux générations du XXIe siècle, et les invite à réfléchir sur leur responsabilité citoyenne. Parmi ses maîtres à penser on peut citer Charles Péguy ou encore Jean Nabert.
Il complète également les travaux de l'ethnologue Pierre Clastres concernant l’État et la politique : même les sociétés sans État (c'est-à-dire les sociétés primitives) comportent en leur sein une dimension politique. Dans Vivre sans État ?, Jean-William Lapierre montre que l’État, en effet, n'est pas le seul mode d'organisation sociale qu'ont connu les sociétés humaines. Il classe les degrés d'organisation politique des sociétés selon l'autorité à qui le pouvoir est dévolu dans ses sociétés. Les niveaux 1 et 2 correspondent à des sociétés au pouvoir politique diffus, sans médiation ; les niveaux 3 et 4 à des sociétés dans lesquelles le pouvoir politique est certes confié à une autorité mais qui n'a fonction que d'arbitre et de médiateur ; les niveaux 5 et 6 à un pouvoir politique moins diffus, et spécialisé, des individus ont des tâches politiques déterminées et un chef ; le niveau 7 correspond à une société dans laquelle le pouvoir politique est individualisé et très différencié ; le niveau 8 à un pouvoir politique institutionnalisé, inscrit dans des règles qui perdurent, et qui s'exerce par un réseau de clientèle comme dans l’État féodal, et enfin le niveau 10 à un pouvoir politique institutionnalisé, exercé par le biais d'une administration spécialisée et hiérarchisée (Athènes, L'empire Inca, l'Europe occidentale actuelle, etc.) Ainsi les niveaux 8 et 9 seulement concernent la forme de l'État.
Il tente dans Vivre sans État d'expliquer la formation de l'État ainsi : «  Peut-on se défendre sans État ? N'est-ce pas tout simplement pour survivre que certaines sociétés humaines ont fini par s'organiser politiquement en États ? Une société sans État est-elle capable de réagir à l'agression d'une société à État autrement que par la fuite ou la résignation passive ? », et explique ainsi la grande progression qu'a connue la forme de l’État dans le processus de décolonisation du XXe siècle, la revendication de l’État ayant été vécue par les peuples anciennement colonisés comme un moyen de défense. 

## Publications
- Essai sur le fondement du pouvoir politique. Publications de la Faculté des Lettres d'Aix-en-Provence / Édition Ophrys, 1968[6].
- L'information sur l'État d'Israël dans les grands quotidiens français en 1958, Paris: éditions CNRS / Travaux du centre d'études sociologiques, 1968, 325 pages Extraits en ligne[7]
- L'analyse des systèmes politiques, PUF, 1973[8]
- Vivre sans État ? Essai sur le pouvoir politique et l'innovation sociale, Le Seuil, 1977, 375p
- Qu’est-ce qu’être citoyen ? Propos de philosophie politique, Paris, Presses universitaires de France, 2001[4]